# پابلو مورانت
پابلو مورانت (انگلیسی: Pablo Morant؛ زادهٔ ۳۰ ژوئن ۱۹۷۰) بازیکن سابق فوتبال اهل آرژانتین است. مورانت پس از بازنشستگی، مربی فوتبال شد.